# Babilius
Babilius ist ein litauischer männlicher Familienname.

## Weibliche Formen
- Babiliūtė (ledig)
- Babilienė (verheiratet)

## Namensträger
- Vincas Babilius (* 1966),  Politiker
- Vincas Kęstutis Babilius (1937–2003), Politiker